# 泰奥·富尔
泰奥·富尔（法語：Théo Faure，1999年10月12日—），法国男子排球运动员，场上位置是接应。他曾代表法国国家队参加2024年夏季奥林匹克运动会男子排球比赛，获得一枚金牌。